# La Fiancée hésitante
La Fiancée hésitante est une peinture à l'huile de 1866 d'Auguste Toulmouche. Le tableau mesure 65 × 54 cm et est signé et daté « A. Toulmouche / 1866 ».

## Histoire
Toulmouche rencontre le succès en tant que peintre de genre dans un style académique en 1866. Il remporte des médailles au Salon de Paris pour des peintures représentant des femmes à la mode dans des intérieurs luxueux, décrites par Émile Zola comme « les délicieuses poupées de Toulmouche ».
S'écartant des peintures habituelles de Toulmouche représentant une femme seule, cette œuvre est une composition plus complexe montrant un groupe de femmes dans une pièce richement décorée. Au centre, une jeune femme est assise dans une robe fluide en satin de soie blanc à col montant bordé de fourrure blanche. Elle regarde le spectateur avec une expression ambivalente qui a suscité diverses interprétations. Elle est accompagnée de deux femmes du même âge : la femme de gauche vêtue d'une robe de satin bleu-gris avec un châle à motifs se penche pour l'embrasser sur le front, tandis que la femme de droite en robe de velours orange brûlé est accroupie pour lui tenir la main gauche. Une jeune fille se tient à droite, se regardant dans un miroir alors qu'elle essaie une coiffure de mariée en fleurs d'oranger, faisant écho au bouquet du personnage central.
La scène peut se dérouler peu avant le mariage de la jeune femme centrale, attendant dans un salon ou un salon avec ses demoiselles d'honneur. Son expression peut exprimer de l'hostilité, ou peut-être de la résignation, à l'égard de son mariage arrangé. Les personnages se rassemblent dans la moitié inférieure de la toile, la moitié supérieure étant consacrée à la pièce à la décoration flamboyante et à ses meubles dorés.
Le tableau a été mis en vente chez Christie's à New York en octobre 1990, puis de nouveau chez Sotheby's à New York en avril,  et octobre 2005 et est conservé dans une collection privée. Le catalogue de vente aux enchères de Sotheby's suggère qu'il aurait pu être exposé à Paris au Salon de 1866 et à l'Exposition universelle de 1867.

## Notoriété
L'œuvre a attiré l'attention du public fin 2023 lorsqu'elle a été utilisée pour exprimer la colère des femmes sur TikTok : une version accompagnée d'extraits du Dies iræ du Requiem de Verdi a été rapidement vue plus de 6 millions de fois, devenant un emblème des féministes.